# MK Orion
MK Orion är en motorklubb i Hallstavik i Norrtälje kommun i Sverige. Klubben bildades 1930 och är väl mest känd för sitt speedwaylag Rospiggarna.

## Klubbens sektioner
- Bilsport
- BMX
- Enduro
- Motocross
- Speedway

## Klubbens stora namn
- Bill Nilsson
- Bengt Söderström
- Jeff Nilsson